# Simodactylus buxtoni
Simodactylus buxtoni là một loài bọ cánh cứng trong họ Elateridae. Loài này được Van Zwaluwenburg miêu tả khoa học năm 1928.